# Berekum Chelsea FC
Berekum Chelsea Football Club – ghański klub piłkarski, grający w pierwszej lidze, mający siedzibę w mieście Berekum.

## Historia
Klub został założony 10 czerwca 2000 roku. Początkowo nosił nazwę Bechem Chelsea i miał siedzibę w mieście Bechem. W 2008 roku awansował pod tą nazwą do Premier League. W 2009 zmienił nazwę na Berekum Chelsea. W sezonie 2010/2011 klub sięgnął po swoje pierwsze w historii mistrzostwo Ghany, gdy o 10 punktów wyprzedził drugi w tabeli Ashanti Gold. Dzięki wywalczeniu mistrzostwa, klub zadebiutował w rozgrywkach Ligi Mistrzów w 2012 roku. Udział w niej zakończył na fazie grupowej. Zajął 3. miejsce w grupie B za Al-Ahly Kair i TP Mazembe. W sezonie 2012/2013 Berekum Chelsea wywalczył wicemistrzostwo Ghany zdobywając trzy punkty mniej niż ówczesny triumfator, Asante Kotoko SC.

## Stadion
Domowe mecze klub rozgrywa na stadionie o nazwie Berekum Sports Stadium w Berekum, który może pomieścić 5000 widzów.

## Sukcesy
- Premier League:

mistrzostwo (1): 2010/2011
wicemistrzostwo (1): 2012/2013

## Występy w afrykańskich pucharach
| Sezon | Rozgrywki     | Runda   | Kraj                          | Klub             | Dom | Wyjazd | Dwumecz      |
| ----- | ------------- | ------- | ----------------------------- | ---------------- | --- | ------ | ------------ |
| 2012  | Liga Mistrzów | wstępna | Liberia                       | LISCR FC         | 3–0 | 2–0    | 5–0          |
| 2012  | Liga Mistrzów | 1       | Maroko                        | Raja Casablanca  | 5–0 | 0–3    | 5–3          |
| 2012  | Liga Mistrzów | 2       | Kamerun                       | Cotonsport Garua | 0–0 | 2–1    | 2–1          |
| 2012  | Liga Mistrzów | Grupa B | Egipt                         | Zamalek SC       | 3–2 | 1–1    | 4–3          |
| 2012  | Liga Mistrzów | Grupa B | Demokratyczna Republika Konga | TP Mazembe       | 1–0 | 2–2    | 3–2          |
| 2012  | Liga Mistrzów | Grupa B | Egipt                         | Al-Ahly Kair     | 1–1 | 1–4    | 2–5          |
| 2014  | Liga Mistrzów | wstępna | Sudan Południowy              | Atlabara FC      | 2–0 | 0–2    | 2–2 (k. 3–0) |
| 2014  | Liga Mistrzów | 1       | Libia                         | Al-Ahly Benghazi | 1–1 | 0–2    | 1–3          |

## Reprezentanci kraju grający w klubie
Stan na lipiec 2016.
| - Frank Acheampong - Ahmed Adams - Baba Adamu - Lee Addy - Issah Ahmed - Alfred Arthur - Charles Asampong Taylor - Solomon Asante - Gladson Awako - Mohammed Abdul Basit - Eric Bekoe - Frank Boateng - Richard Kissi Boateng - Emmanuel Clottey | - Samuel Kyere - Habib Mohamed - Jordan Opoku - Nicholas Opoku - Jackson Owusu - Obed Owusu - Ernest Sowah - Stephen Tetteh - Mohammed Yahaya - Seth Appiah - Mohammed Moussa - James Loembe - Nafiou Yorou - Simon Kangoh |